# ستيفن موريس (لاعب كرة قدم)
ستيفن موريس (بالإنجليزية: Stephen Morris)‏ (و. 1992  م) هو لاعب كرة قدم أمريكية، من الولايات المتحدة، ولد في ميامي، يلعب كظهير ربعي.

## التعليم
تعلم في Monsignor Edward Pace High School ‏.